# Championnat de Belgique de hockey sur glace 1911-1912
Saison suivante
La saison 1911-1912 fut la 1re saison du championnat de Belgique de hockey sur glace.

## Finale
2 mars 1912 (à Bruxelles) : Brussels IHSC 8-3 Club des Patineurs de Bruxelles (4-2,4-1)

## Bilan
Le Brussels IHSC est champion de Belgique.